# Коринтски канал
Коринтски канал је канал који повезује Коринтски залив са Егејским морем. Име је добио по оближњем граду Коринту, који се налази на западном крају канала. Он раздваја полуострво Пелопонез од грчког копна и на тај начин га технички чини острвом.
Идеја и покушаји градње канала потичу још из 602. пре нове ере. Канал је коначно почео да се гради 1881. и завршен је 1893.
Канал је дуг 6,3 km и широк око 21-24 метара, а дубина варира од 7,5 до 8 метара. Стране(стене) канала су природног, кречњачког порекла и досежу висину и до 75 метара од површине мора. 
- Изградњом Коринтског канала уштедело се око 700 километара(430 миља) пловног пута око Пелопонеза, али је преузак за модерне теретне бродове, и може да прихвати бродове ширине до 16 метара и газом до 7 метара.

Канал се данас користи највећим делом за туристичке бродове и јахте, и каналом прође око 16000 бродова годишње.

## Галерија
- Коринтски канал.
- Брод у Коринтском каналу.
- Разгледница Коринтског канала, у раном 20. веку
- Разгледница из 1911.
- Отварање Коринтског канала 1893. године (Константин Волонакис)